# Gerone di Colonia
Gerone (Sassonia, 900 circa – Colonia, 28 giugno 976) fu arcivescovo di Colonia dal 969 fino alla sua morte.

## Biografia
Probabilmente era figlio del margravio Cristiano del Serimunt e di sua moglie Hidda, figlia di Tietmaro di Merseburgo e sorella del margravio Gero I. Non si sa nulla della sua educazione e della maggior parte della sua vita. Gerone è probabilmente lo stesso presbitero ricordato nel 966 come canonico di Colonia e “Summus custos” a Colonia e il cappellano dell'imperatore. Prima del 969 donò il Codice di Gerone.
Nel 969 fu eletto arcivescovo di Colonia, che inizialmente incontrò il rifiuto dell'imperatore Ottone I di Sassonia.  Alla fine, l'imperatore accettò l'elezione del 970. Apparentemente, l'atteggiamento dell'imperatore nei confronti di Gerone è cambiato quando gli affidò un'importante missione: nel 971 infatti Gerone partì per Costantinopoli e portò la principessa Teofano come sposa per l'erede apparente Ottone (in seguito imperatore Ottone II) dal suo viaggio con lui a Roma. Allo stesso Gerone portò le reliquie di San Pantaleone a Colonia; sono stati nella chiesa di San Pantaleone da allora.
Nel 972 partecipò al Sinodo di Ingelheim e nel 973 presiedette insieme all'arcivescovo di Magdeburgo la cerimonia funebre per Ottone I a Magdeburgo. A parte la missione a Costantinopoli, non aveva svolto alcun ruolo significativo sotto Ottone I od Ottone II. Era presente nel 975 al Reichstag di Weimar.
Anche dopo la sua elezione ha dimostrato pietà personale. Nel 970 Gerone donò insieme a suo fratello, il margravio Tietmaro di Meissen, al monastero di Thankmarsfelde nell'Harz a Ballenstedt. Nel 974 fondò anche l'abbazia benedettina di Gladbach; fondò anche, assieme al fratello Tietmaro, l'abbazia di Nienburg. Per la cattedrale di Colonia donò dopo il 971 la nota Croce di Gerone, capolavoro di arte ottoniana. Fu probabilmente il committente anche del simile Crocifisso di Gerresheim. Morì il 28 giugno 976 a Colonia e fu sepolto in cattedrale.
Tietmaro riporta che egli venne sepolto vivo: la badessa Gerberga seppe dal diavolo che egli sarebbe stato colpito da una malattia che lo avrebbe fatto sembrare morto; ella morì poco dopo, in quanto il patto con il diavolo prevedeva che non lo dicesse in giro, pena la sua morte. Colpito da tale infermità, egli venne accudito da Evergero (o Ebergardo?), suo successore della cattedra di Colonia tempo dopo. Egli venne posto in una bara mentre era solo apparentemente morto; la bara venne posta in chiesa. La terza notte si risvegliò e per tre volte chiese aiuto; egli venne sentito da alcune persone, ma queste venivano riprese da Evergero e colpiti con un bastone. Gerone quindi morì sepolto vivo.